# Неувидия
Неуви́дия (лат. Neuwiedia) — род однодольных растений семейства Орхидные (Orchidaceae), подсемейства Apostasioideae. Род был описан в 1834 году немецко-нидерландским ботаником Карлом Людвигом Блюме.
Одни из самых примитивных орхидей, филогенетически наиболее близкие к предкам всего семейства. Иногда род выделяется в монотипное семейство Neuwiediaceae либо, вместе с Apostasia, Apostasiaceae.
Род назван в честь принца Максимилиана Вид-Нойвида.

## Систематика

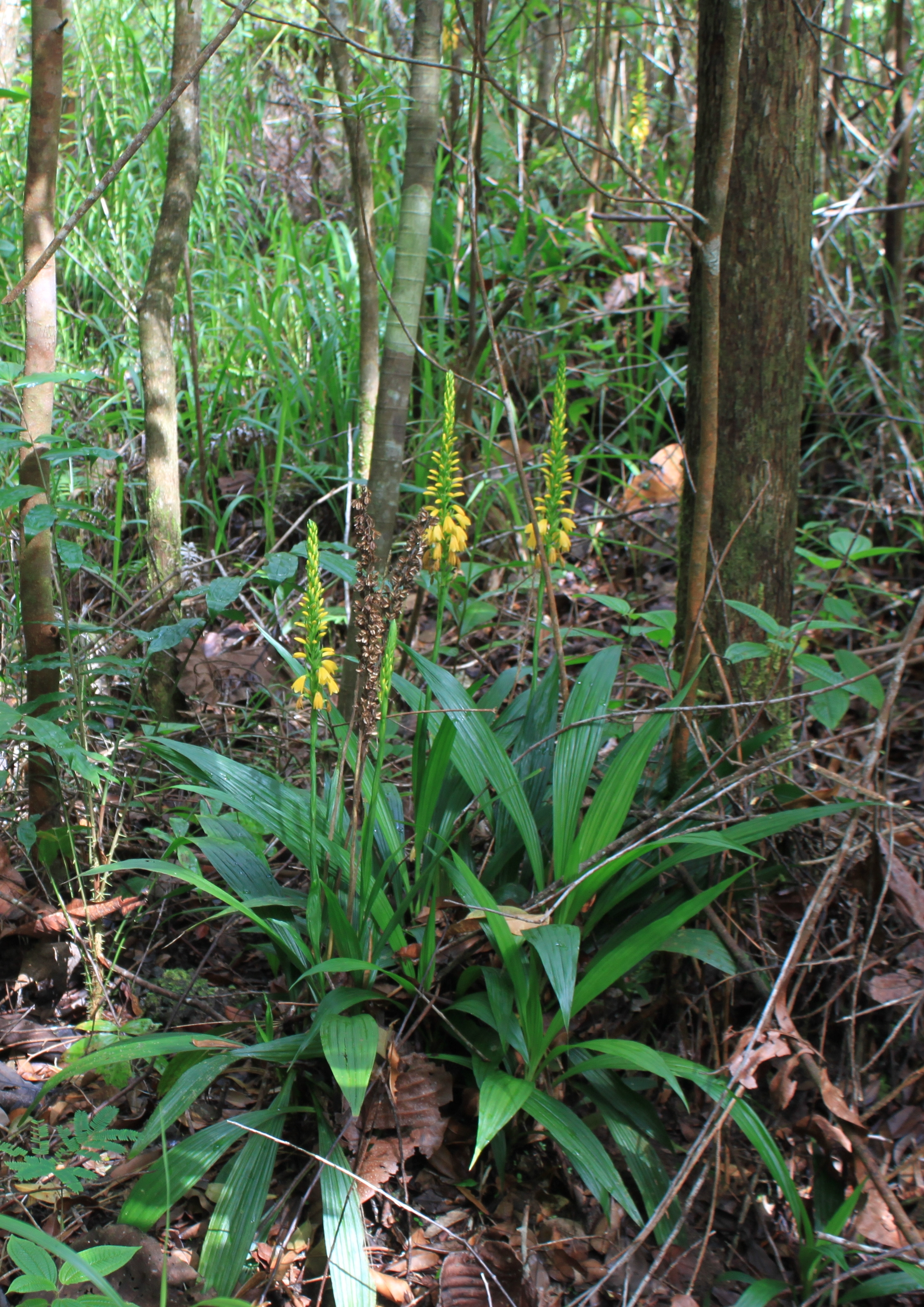
Цветущие экземпляры Neuwiedia veratrifolia (Малайзия)

В состав рода включены следующие виды:
- Neuwiedia borneensis de Vogel, 1969
- Neuwiedia elongata de Vogel, 1969
- Neuwiedia griffithii Rchb.f., 1874
- Neuwiedia inae de Vogel, 1969
- Neuwiedia siamensis de Vogel, 1969
- Neuwiedia singapureana (Wall. ex Baker) Rolfe, 1907
- Neuwiedia veratrifolia Blume, 1834 typus[1]
- Neuwiedia zollingeri Rchb.f., 1857

## Распространение, общая характеристика
Распространены от Индокитая до южного Китая и островов юго-западной части Тихого океана.
Покрытые волосками высокие травянистые растения. Листья длинные, складчатые. Соцветия прямостоячие, неразветвлённые, со склонёнными книзу цветками обычно белого или жёлтого цвета.